# چشمک (سیب و سوران)
چشمک، روستایی در دهستان هیدوچ بخش هیدوچ شهرستان سیب و سوران در استان سیستان و بلوچستان ایران است.

## جمعیت
بر پایه سرشماری عمومی نفوس و مسکن در سال ۱۳۹۵، جمعیت این روستا برابر با ۱۹۳ نفر (۵۹ خانوار) بوده‌است.